# Oleh Tverdokhlib
Oleh Tverdokhlib (en ukrainien : Твердохліб Олег), né le 3 novembre 1969 à Dnipropetrovsk et mort le 18 septembre 1995 dans cette même ville, est un athlète ukrainien, spécialiste du 400 mètres haies.

## Biographie
Il se révèle durant la saison 1991 en prenant la troisième place des Universiades d'été de Sheffield. L'année suivante, il se classe sixième de la finale des Jeux olympiques de Barcelone, concourant alors sous la bannière olympique de l'Équipe unifiée de l'ex-URSS. Sélectionné dans l'équipe d'Europe lors de la Coupe du monde des nations disputée en fin de saison à La Havane, l'Ukrainien se classe cinquième du 400 m haies. L'année suivante, il termine sixième des Championnats du monde de Stuttgart.
Le 10 août 1994, Oleh Tverdokhleb réalise la meilleure performance de sa carrière en remportant la médaille d'or des Championnats d'Europe d'Helsinki, établissant en 48 s 06 un nouveau record national d'Ukraine et signant le meilleur temps de sa carrière sur la distance. Il devance finalement le Suédois Sven Nylander et le Français Stéphane Diagana.
Le 18 septembre 1995, Oleh Tverdokhleb meurt électrocuté en réparant des câbles électriques au domicile de ses parents, en Ukraine.

## Palmarès
| Date | Compétition                | Lieu      | Résultat | Performance |
| ---- | -------------------------- | --------- | -------- | ----------- |
| 1991 | Universiade                | Sheffield | 3e       | 50 s 09     |
| 1992 | Jeux olympiques            | Barcelone | 6e       | 48 s 63     |
| 1992 | Coupe du monde des nations | La Havane | 5e       |             |
| 1993 | Championnats du monde      | Stuttgart | 6e       | 48 s 71     |
| 1994 | Championnats d'Europe      | Helsinki  | 1er      | 48 s 06     |